# ماری گلوری
ماری گلوری (ایتالیایی: Marie Glory؛ ‏ ۳ مارس ۱۹۰۵ – ۲۴ ژانویهٔ ۲۰۰۹) یک هنرپیشه اهل فرانسه بود.
از فیلم‌ها یا برنامه‌های تلویزیونی که وی در آنها نقش داشته‌است می‌توان به پول، و خداوند زن را آفرید، توده، چه شریرند مردان! و مونت کریستو اشاره کرد.